# Collectie P. en N. de Boer
De Collectie P. en N. de Boer is een private verzameling van beeldende kunst, bijeengebracht door kunsthandelaar Piet de Boer (1894-1974).

## Situering

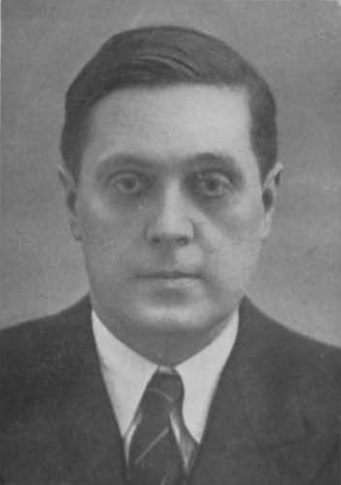
Piet de Boer

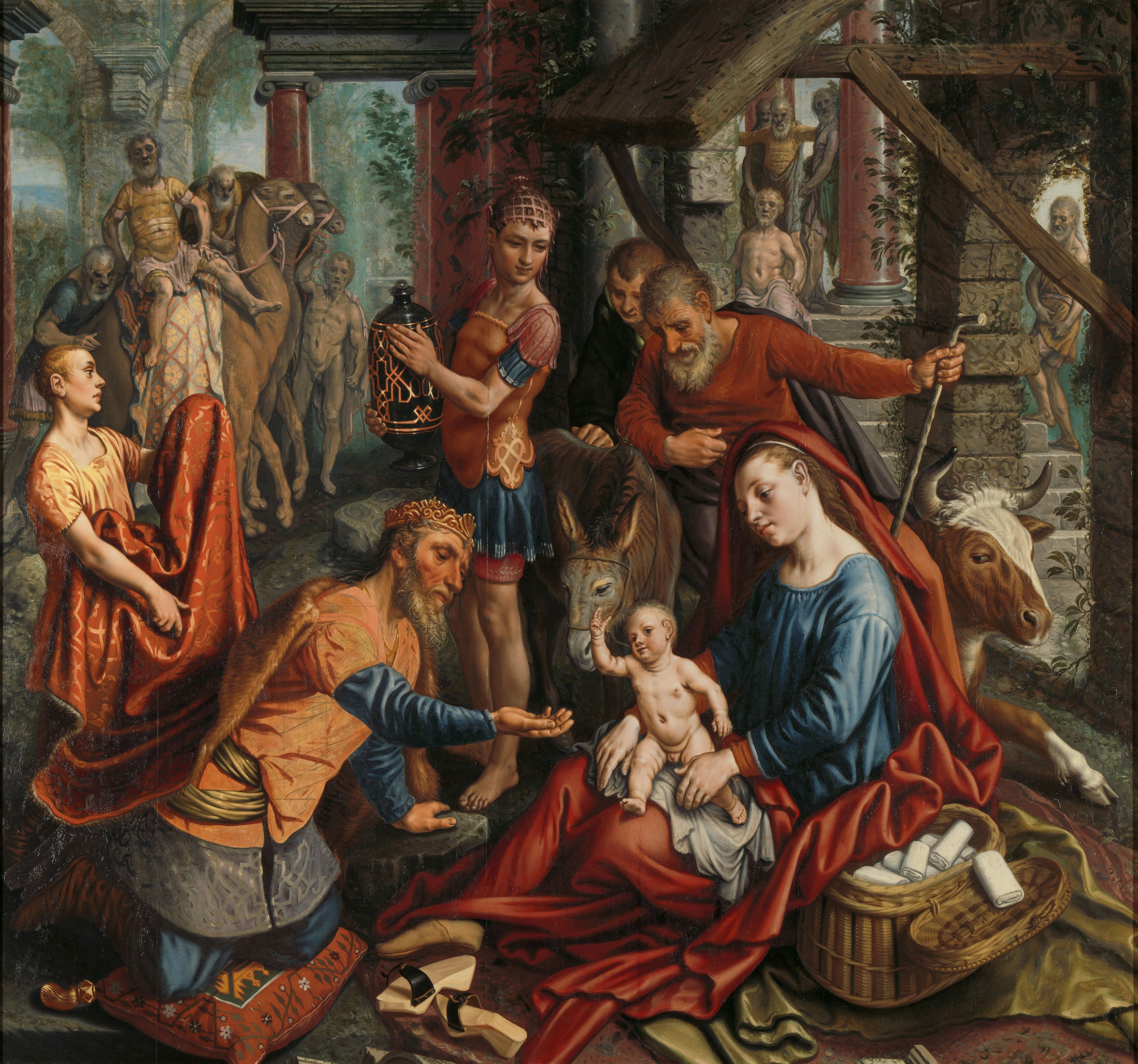
Pieter Aertsen, De aanbidding van de koningen, ca. 1560, olieverf op paneel, 167,5 x 179. P. & N. de Boer Stichting, inv. no. B 2, bruiklaan aan het Rijksmuseum, Amsterdam.

Piet de Boer was de oprichter van de sinds 1927 aan de Herengracht in Amsterdam gevestigde gelijknamige kunsthandel. Zijn zaken gingen hem voor de wind met dependances in diverse Duitse steden. De zaken werden na hem voortgezet door zijn neef Peter en diens zoon Niels.
Naast zijn kunsthandel legde Piet de Boer ook een omvangrijke particuliere kunstverzameling aan. Omdat hij geen kinderen had richtte hij in 1964, tien jaar voor zijn dood, een stichting op. In de naam van de stichting verwijst hij ook naar zijn in 1960 overleden echtgenote Nelly de Boer-Pressburger.
De kunstverzameling omvat in totaal ongeveer 80 schilderijen en 400 tekeningen, waaronder drie schilderijen en vijf tekeningen van Vincent van Gogh. Een van de drie Van Goghs beeldt een Amsterdams stadsgezicht uit, met name de Ronde Lutherse Kerk op het Singel. De verzameling omvat vooral werk van oude meesters uit de vijftiende tot de zeventiende eeuw, onder wie Hendrik Goltzius, Joachim Wtewael, Pieter Aertsen, Balthasar van der Ast, Jan Brueghel de Oude, Cornelis Ketel, Jacques de Gheyn II en Joos de Momper.
Om de collectie te kunnen bewaren en te restaureren veilde men op 4 juli 1995 bij Christie's in Londen een honderdtal oude Franse en Italiaanse tekeningen voor de som van 2,2 miljoen gulden. Het grootste deel van de schilderijen is gerestaureerd en opnieuw ingekaderd, de tekeningen zijn omkaderd met zuurvrije kartonnen passe-partouts.
In 1966 toonde men in het Singer Museum in Laren voor het laatst de collectie. In het verleden waren er plannen om de collectie daar onder te brengen. De beheerders van de stichting denken eraan om het monumentale grachtenpand van de Amsterdamse Kunsthandel P. de Boer om te vormen tot een museum. Dit plan stuitte op praktische bezwaren. Een deel van de collectie wordt ontsloten in het Mauritshuis, het Rijksmuseum, het Museum Boijmans van Beuningen en tijdelijk in de Parijse Fondation Custodia met als titel Tussen Goltzius en Van Gogh.